# Wang Shujin
Wang Shujin (1904-1981), también conocido como Wang Heng Sun, fue un artista marcial chino. Exponente de las disciplinas de baguazhang, xing yi quan y taichí, fue uno de sus principales impulsores fuera de China, figurando como el primer maestro de artes marciales chinas en Taiwán y Japón. Junto a todo ello, Shujin fue líder espiritual en la secta I-Kuan Tao.

## Carrera
Shujin inició su entrenamiento a los 18 años con el afamado maestro Zhang Zhaodong, al que serviría hasta su muerte en 1940. Unos años antes, se incorporaría también a las enseñanzas de Wang Xiangzhai del estilo zhanzhuang de Chi Kung. En 1950, después de una estancia en Taiwán, Wang fue invitado a Japón por la federación japonesa de karate. Durante su tiempo en Japón, Shujin cohabitó en la misma pensión que Donn F. Draeger, Robert W. Smith y su grupo, compartiendo sus conocimientos con éstos y otros artistas marciales durante largo tiempo.
Un hombre de casi 150kg de peso, Wang fue declarado como uno de los mejores artistas marciales de China, y se decía de él que su dominio del zhanzhuang y su inmensa fuerza y resistencia le permitía absorber el impacto de golpes que noquearían a una persona normal. Esto llevó a una curiosa anécdota el 14 de diciembre de 1954, cuando el famoso boxeador Joe Louis se encontraba visitando Taipéi: Wang se presentó ante él y le retó a que le diera un puñetazo en el estómago con toda su fuerza, pero a pesar de la insistencia del chino Louis se negó, alegando que no quería matarle por accidente. Sin embargo, se dice que el gran Jack Dempsey sí aceptó su reto en una ocasión y golpeó a Wang en el vientre sin ningún efecto para Shujin. También se le atribuían otras habilidades presumiblemente sobrehumanas, incluyendo una fuerza prodigiosa, capaz de levantar un peso de lanzamiento de bala con un brazo y sostenerla palma abajo sin el mínimo temblor. El maestro siempre achacaría estas facultades al manejo del chi. 
A pesar de su cercanía con ellos, la relación entre Shujin y los practicantes de artes marciales de Japón siempre fue difícil. Wang despreciaba el karate, afirmando que era un arte "para pelear contra niños y viejas", y Smith recoge el dato de que Shujin que probó sus habilidades contra varios karatekas de alto nivel en Japón sin ser jamás herido por ninguno de sus ataques. También es creencia popular que el karateka holandés Jon Bluming se lesionó su propia mano al golpear a Shujin en el vientre en un intercambio amistoso de golpes. Sin embargo, Bluming afirma que tal versión es exagerada y que, aunque efectivamente golpeó una vez a Shujin en el estómago y no le infligió el menor daño, él tampoco sufrió lesiones.
Por consejo de Donn Draeger, Bluming también probó sus habilidades de judo con Wang, siendo de nuevo neutralizado con un poderoso empujón de su abdomen. A pesar de ello, ni Draeger ni Bluming se sintieron convencidos de la auténtica habilidad de lucha de Wang, considerando que Jon era por entonces un aprendiz y mucho más ligero que el corpulento maestro chino.
En otra anécdota, Shujin tuvo un encuentro con el renombrado practicante de aikido Kazuo Chiba en unos entrenamientos en Tokio. Existe poco consenso sobre lo que sucedió realmente, pero las versiones coinciden en que Wang invitó a Chiba y le solicitó que demostrase su arte. Según el aikidoka estadounidense Terry Dobson, Shujin deflectó los golpes del japonés y le derribó con una llave de un solo brazo. Según el propio Chiba, sin embargo, Kazuo lesionó el brazo de Shujin con kote gaeshi y éste contraatacó con un sonoro empujón, siendo el único intercambio entre ambos antes de ser separados.
Wang murió el 8 de septiembre de 1981 en Taiwán debido a un melanoma complicado por sus problemas de diabetes.